# Pańkowe
Pańkowe (ukr. Панькове, do 2016 Dniprelstan, ukr. Дніпрельстан) – wieś na Ukrainie, w obwodzie dniepropetrowskim, w rejonie dnieprzańskim, w hromadzie Sołone. W 2001 liczyła 164 mieszkańców, spośród których 148 wskazało jako ojczysty język ukraiński, 15 rosyjski, a 1 inny.